# Deer Woman (Masters of Horror)
"Deer Woman" és el setè episodi de la primera temporada de Masters of Horror. Dirigida per John Landis, l'episodi es va emetre originalment a Amèrica del Nord el 9 de desembre de 2005.

## Argument
En una cabana, diversos camioners borratxos estan trobant un respir en l'alcohol i les dones. Un camioner surt de l'alberg per orinar i escolta un altre camioner cridant de dolor dins d'un camió. Revisa el camió però marxa després que s'hagi callat. Moments després, la porta s'obre de cop de peu.
El detectiu Dwight Faraday (Brian Benben) és un detectiu esgotat la principal prioritat del qual és fer front als atacs d'animals. Ell i el seu company, l'oficial Jacob Reed (Anthony Griffith), són enviats a investigar una estranya trucada sobre un possible atac d'animals. Als agents se'ls mostra el camió des de la seqüència d'obertura i determinen que la porta va ser expulsada per una cosa extremadament poderosa. Faraday qüestiona llavors als locals i s'assabenta que la víctima va ser vista per última vegada amb una bella dona nativa americana abans de morir. Faraday s'adona que la víctima va ser trepitjada des de l'engonal cap amunt, i s'imagina que l'home va morir en un estat d'excitació.
En un altre lloc, un home de negocis es troba amb una bella dona nativa americana silenciosa (Cinthia Moura), que porta l'home a un hotel. L'empresari es converteix en la segona víctima. Aleshores, la mateixa dona sedueix un home ros del sud. Al matí, Reed i Faraday baixen a la morgue per examinar el cadàver de l'empresari, i s'observen les mateixes marques trobades a la víctima anterior. L'equip conclou que l'autor és un cérvol i descobreix que la mateixa dona va ser vista amb ell abans de morir.
De camí cap a casa, Faraday passa per davant d'un mural dels nadius americans, on es representen imatges de la dona cérvol. Faraday i Reed viatgen a un casino d'una reserva índia local, on aprenen d'un cambrer indi sobre la llegenda nativa americana de la Dona cérvol: un esperit malèvol del bosc que s'assembla a una bella dona jove amb potes de cérvol, que excita sexualment. i mata homes només per l'emoció. L'obert Faraday creu la història, però l'escèptic Reed no i se'n va. Reed es troba amb la dona cérvol i la porta a casa.
Faraday truca i li informa a Reed que ha trobat notícies antigues de fa més de 100 anys en què es van trobar onze llenyataires trepitjats fins a la mort al bosc. Reed li diu a Faraday que té una dona amb ell. Sospitós, Faraday li pregunta a Reed si li ha vist els peus o les cames. Reed s'adona de sobte que la dona és la dona cérvol i li crida a Faraday que enviï una còpia de seguretat. La dona cérvol escolta i ataca a Reed. Faraday corre cap a l'apartament de Reed, però el troba ja mort. Faraday llavors dispara a la dona cérvol a l'espatlla. Examinant el seu cos, li treu la faldilla llarga per revelar unes potes de cérvol. Ressuscitada, la dona cérvol ferida i enfadada li dona una puntada de peu per l'habitació i fuig. Faraday la persegueix amb el seu cotxe, agafant la dona cérvol i xocant el seu cotxe contra ella, subjectant-la a un arbre. Li dispara diverses vegades, fins que de sobte ella desapareix sense deixar rastre. Faraday s'enfonsa al costat del seu cotxe total i murmura "Atac d'animals", mentre arriba una altra policia.

## Repartiment
- Brian Benben com a Dwight Faraday
- Anthony Griffith com a oficial Jacob Reed
- Cinthia Moura com La dona cérvol
- Sonja Bennett com a Dana
- Julian Christopher com el cap Einhron
- Don Thompson com el detectiu Fuches
- Alex Zahara com el detectiu Patterson
- Andy Thompson com a Bill

## Al·lusions
- Mentre parlava amb els seus superiors, Faraday parla d'una criatura que va terroritzar Londres el 1981 i que va ser afusellada a Piccadilly Circus. Aquesta és una referència a la pel·lícula de 1981 de John Landis Un home llop americà a Londres.
- Al casino indi hi ha una menció de la reproducció de Murph and the Magictones, com a referència a The Blues Brothers, una altra pel·lícula de John Landis.[2]

## DVD i Blu-ray
El DVD va ser llançat per Anchor Bay Entertainment el 27 de juny de 2006. L'episodi va ser el cinquè que es publicava en DVD. L'episodi apareix al segon volum de la compilació Blu-ray de la sèrie.